# 石田の棚田

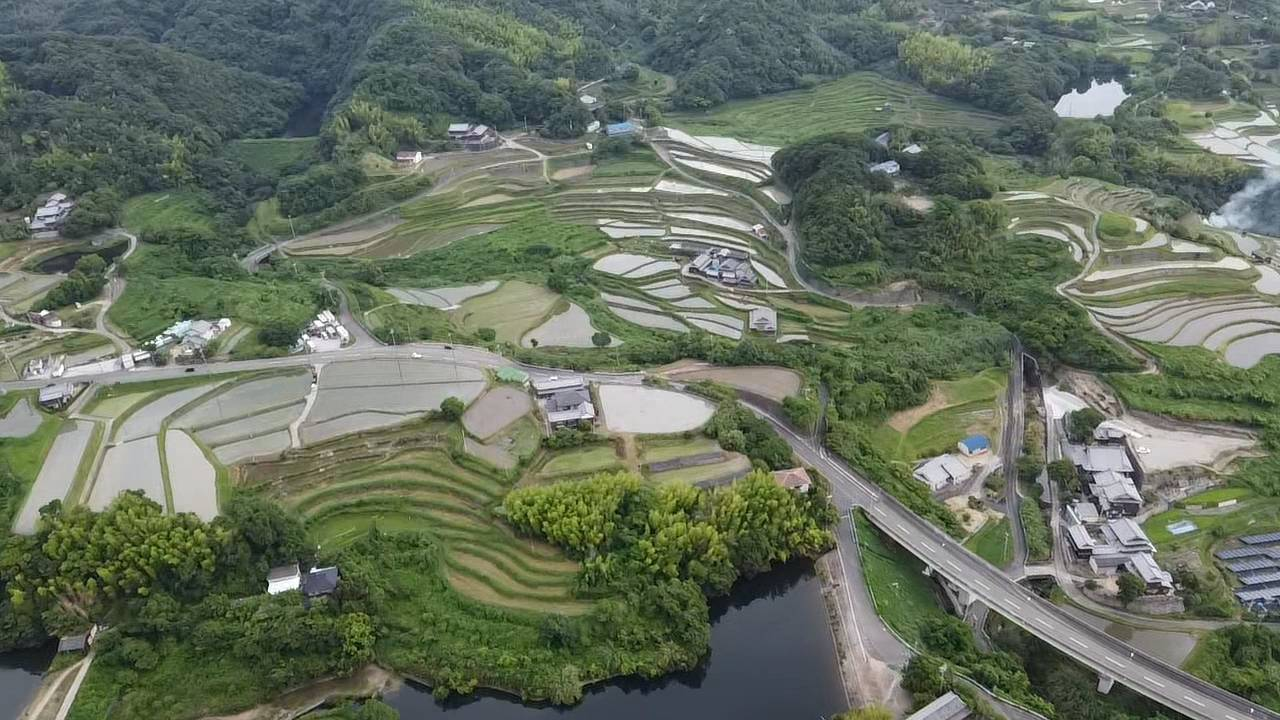
石田の棚田（空撮）

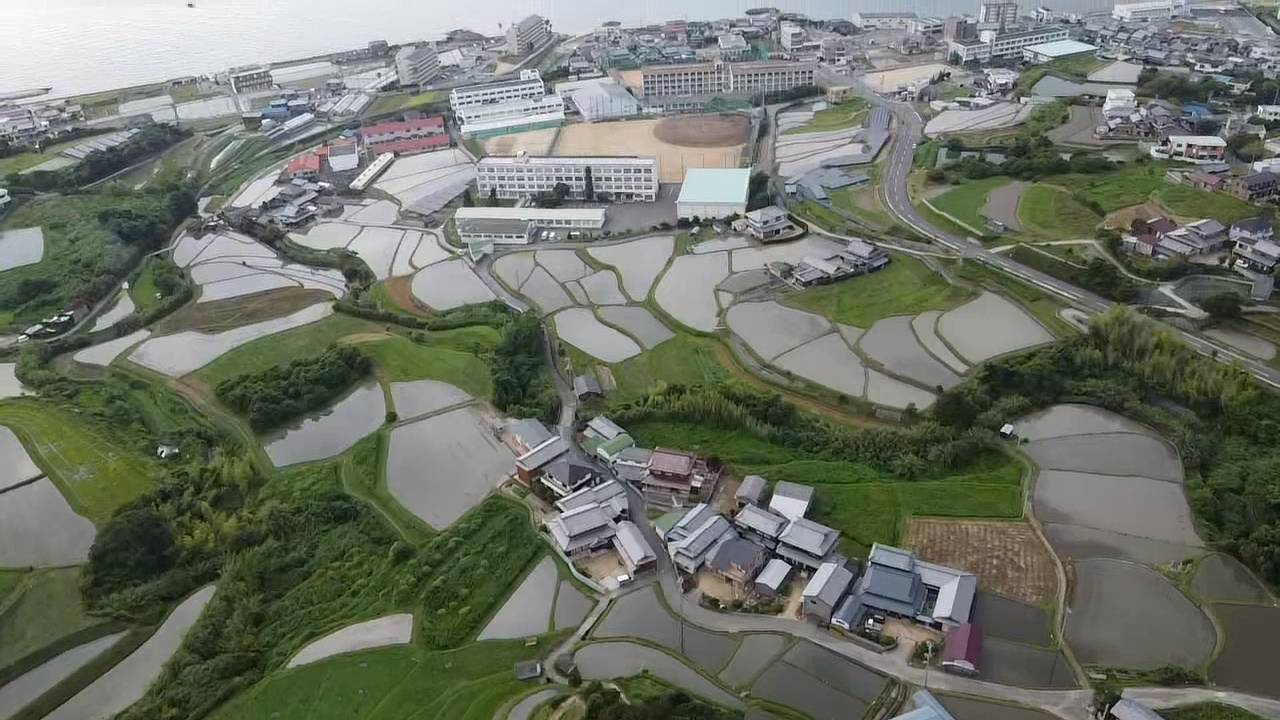
瀬戸内海と兵庫県立淡路高等学校などが見える（空撮）。

石田の棚田（いしだのたなだ）は、兵庫県淡路市石田にある棚田。淡路島の数多い棚田の中でも、夕日の美しさで知られる。

## 概要
淡路島の北西部の海岸近くの石田地区に広がる棚田。淡路島北部には、限られた土地と傾斜を利用した棚田が点在する。また、淡路島は慢性的な水不足を解決するために、数多くの溜池が造られてきた。溜池と棚田、瀬戸内海（播磨灘）が一体となる景観は、淡路島北部特有の景観を形作っている。石田の棚田は、中でも夕日が棚田に反射するため、最も美しいと定評がある。6月中旬に田植えのために水が張られ、夕暮れ時には、勾配のある農道の頂上付近からは、播磨灘に沈む太陽が反射し、美しい棚田の景色を望められる。7月頃には新緑、9月頃には金色に輝く稲穂など、季節ごとに装いを変える。
兵庫県立淡路高等学校から東に約1㎞の位置にあり、兵庫県道71号からも間近に見える。

## 交通アクセス

### 公共交通機関
- JR舞子駅から高速バスで約21分、北淡インターチェンジ下車、淡路交通島内路線バス震災記念公園前行きで約10分、バス停淡路高校前から徒歩15分[1]。

### 自動車
- 神戸淡路鳴門自動車道淡路インターチェンジから約15分[1]。